# Xanthophyllum penibukanense
Xanthophyllum penibukanense är en jungfrulinsväxtart som beskrevs av Hermann Heino Heine. Xanthophyllum penibukanense ingår i släktet Xanthophyllum och familjen jungfrulinsväxter. Inga underarter finns listade i Catalogue of Life.